# Józef Boguski

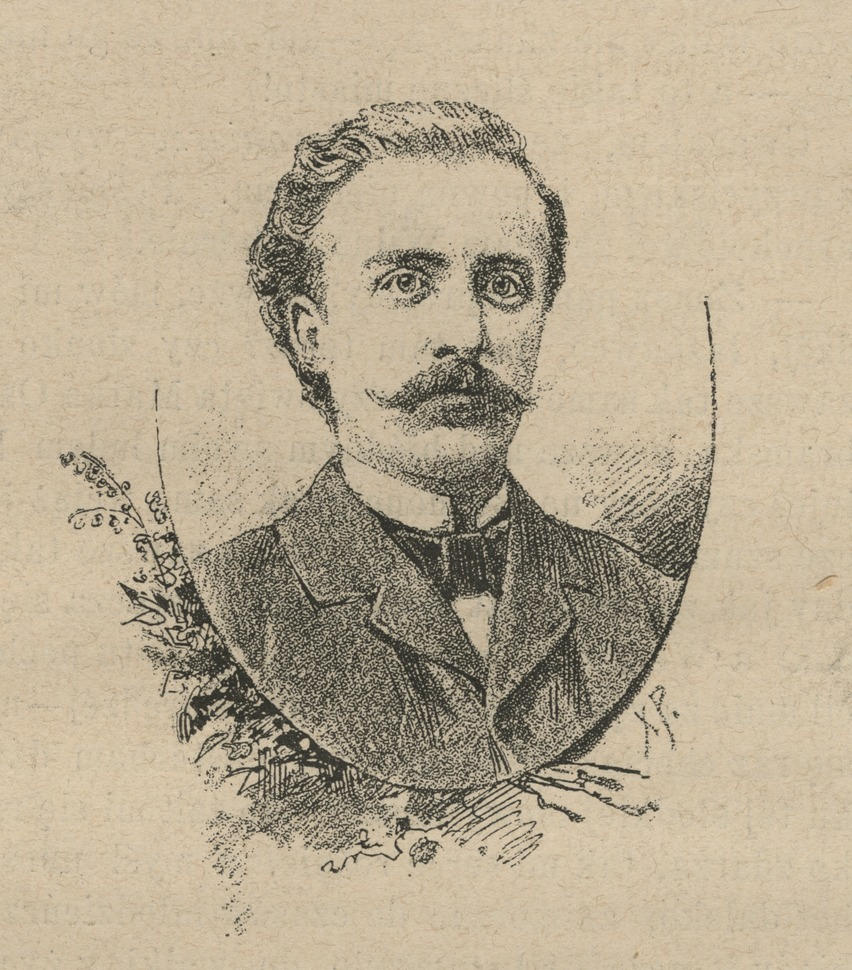

Józef Jerzy Boguski (* 7. September 1853 in Warschau; † 18. April 1933 ebenda) war ein polnischer Chemiker (Physikalische Chemie).

## Leben
Boguski studierte ab 1871 Chemie an der Universität Warschau mit dem Kandidatenexamen 1875. Danach war er bis 1878 bei Dmitri Iwanowitsch Mendelejew in Sankt Petersburg. Nach der Rückkehr war er Chemie- und Physiklehrer an Schulen in Warschau und gründete 1893 eine kleine Chemiefabrik. Ab 1896 leitete er das chemische Labor des Warschauer Technikums und 1900 des technisch-analytischen Labors des Warschauer Polytechnikums. Das Polytechnikum wurde im Ersten Weltkrieg 1915 nach Moskau und danach nach Nischni Nowgorod (Gorki) verlegt und 1917 an die Universität Nischni Nowgorod angegliedert, wo Boguski Professor wurde. 1918 war er wieder in Warschau als Leiter des zentralen Forschungsinstituts der Artillerie. 1920 erhielt er am Polytechnikum Warschau eine Ehrenprofessur.
Er ist bekannt für Untersuchungen der Lösung von Festkörpern mit einer die Kinetik beschreibenden Boguski-Gleichung (1876).
Er entwickelte ein Verfahren zur elektrolytischen Gewinnung von Aluminium aus Kryolith und erhielt darauf 1884 ein Patent in Großbritannien. 1887 verkaufte er das Patent an die Firma Cowles & Lockport. Industriell wurde es nicht genutzt, spielte aber später eine Rolle in den Patentstreitigkeiten um die Aluminiumproduktion. Ein ähnliches Verfahren entwickelten und patentierten um dieselbe Zeit Paul Héroult in Frankreich (mit dem Patent für die meisten europäischen Länder) und Charles Martin Hall, der das Patent in den USA erhielt. Das Verfahren wurde als Hall-Héroult-Prozess bekannt.
Er war ein Cousin von Marie Curie und unterrichtete diese in Physik und Chemie, bevor sie nach Paris wechselte.